# ببا بیدارت
الیان رِنه شیانی بیدارت (به انگلیسی: Eliane René Schianni Bidart؛ ۳ آوریل ۱۹۲۴ – ۲۷ اوت ۱۹۹۴)، معروف به بِبا بیدارت، خواننده، بازیگر و رقصندهٔ آرژانتینی بود.
بیدارت در ۲۷ اوت ۱۹۹۴، بر اثر حمله قلبی در سن ۷۰ سالگی درگذشت.